# 산시성 (산서성, 중화민국)

산시 성 (산서성)의 위치

산시성(중국어: 山西省, 한국어: 산서성)은 1912년부터 1949년까지 존재했던 중화민국의 성으로 성도는 타이위안이며 면적은 156,419km2이다. 14개 행정독찰구 하에 1개 시, 105개 현을 관할했다. 동쪽으로는 허베이 성, 서쪽으로는 산시 성, 남쪽으로는 허난 성, 북쪽으로는 쑤이위안성과 접하고 있었다.